# Bulqizë (huyện)
Bulqizë là một quận thuộc hạt Dibër, Albania. Quận này có diện tích 718 km² và dân số năm 2002 là 42985 người, mật độ 60 người/km².